# (17204) 2000 AR75
A (17204) 2000 AR75 a Naprendszer kisbolygóövében található aszteroida. A LINEAR projekt keretében fedezték fel 2000. január 5-én.